# 吴崇筠
吴崇筠（1921年—1995年），女，四川江津人，中国石油地质与勘探专家，曾任石油勘探开发科学研究院高级工程师、博士生导师，第四届全国政协委员。

## 家庭
丈夫朱康福。